# Juegos Asiáticos de 1958
Los III Juegos Asiáticos se celebraron en Tokio (Japón), del 24 de mayo al 1 de junio de 1958, bajo la denominación Tokio 1958.

Participaron un total de 1820 deportistas representantes de 16 países miembros de la Federación para los Juegos Asiáticos. El total de competiciones fue de 97 repartidas en 13 deportes.

## Medallero
| Núm. | País          | Oro | Plata | Bronce | Total |
| ---- | ------------- | --- | ----- | ------ | ----- |
| 1    | Japón         | 67  | 41    | 30     | 138   |
| 2    | Filipinas     | 8   | 19    | 21     | 48    |
| 3    | Corea del Sur | 8   | 7     | 12     | 27    |
| 4    | China         | 6   | 9     | 10     | 25    |
| 5    | Pakistán      | 6   | 5     | 4      | 15    |
| 6    | India         | 5   | 3     | 3      | 11    |
| 7    | Irán          | 4   | 6     | 6      | 14    |
| 8    | Birmania      | 2   | 0     | 0      | 2     |
| 8    | Vietnam       | 2   | 0     | 0      | 2     |
| 10   | Singapur      | 1   | 1     | 0      | 2     |
| 11   | Ceilán        | 1   | 0     | 0      | 1     |
| 12   | Indonesia     | 0   | 2     | 4      | 6     |
| 13   | Tailandia     | 0   | 1     | 3      | 4     |
| 14   | Malasia       | 0   | 0     | 2      | 2     |
| 15   | Israel        | 0   | 0     | 1      | 1     |
| 15   | Hong Kong     | 0   | 0     | 1      | 1     |
| TOT  |               | 110 | 94    | 97     | 301   |

| Predecesor: Manila 1954 | III Juegos Asiáticos 1958 | Sucesor: Yakarta 1962 |